# Брин, Патрисия
Патрисия Брин (англ. Patricia Breen; род. 23 апреля 1976, Беннекерри, Карлоу) — ирландская шашистка, гроссмейстер. Чемпионка мира по чекерсу среди женщин с 1993 по 2007 год, член сборной Ирландии и объединённой сборной Великобритании и Ирландии в международных матчах. По основной профессии бухгалтер.

## Биография
Патрисия Брин родилась в Беннекерри (графство Карлоу) в 1976 году. Она была одной из семи дочерей в семье чемпиона Ирландии по шашкам Патрика Брина, который обучал их этой игре. Две её сестры — Карена и Анн-Мари — впоследствии завоёвывали чемпионские звания на национальных первенствах и, как и Патрисия, удостоены звания гроссмейстера.
К десяти годам Патрисия уже участвовала в своих первых соревнованиях по английским шашкам на межрегиональном уровне. Она стала победительницей Community Games (мультиспортивные детско-юношеские соревнования в Ирландии) в возрастной категории до 14 лет, а в 1988 году, в возрасте 12 лет, стала чемпионкой Ирландии среди женщин. В 13 лет Брин участвовала в матче на первенство мира с британкой Джоан Коз и свела его вничью.
В 1990 году Брин была включена в число участников товарищеского юношеского матча в СССР, показав в нём лучший результат. В том же году она стала победительницей средней секции Открытого чемпионата Ирландии, соревнуясь в основном с соперниками-мужчинами. В 1992 году она была включена в состав национальной сборной Ирландии в серии матчей с командами Англии, Шотландии и Уэльса и одержала в 16 сыгранных партиях 12 побед при 4 ничьих, став лучшим игроком серии.
В 1993 году, в возрасте 16 лет, Брин вторично встретилась с Джоан Коз в матче за звание чемпионки мира по чекерсу. В этом матче, проходившем в Уэстон-сьюпер-Мэре (Англия), ирландская спортсменка выиграла восемь партий, проиграла одну и пять свела вничью, став новой чемпионкой мира. В 1995 году она защитила это звание в матче со своей младшей сестрой Кареной в Питале (Миссисипи, США), обыграв её со счётом 5-1 при десяти ничьих.
В 1996 и 2000 годах Брин снова защищала честь сборной Ирландии в международных матчах против команд Англии, Шотландии и Уэльса, а в 2001 году стала членом объединённой команды Великобритании и Ирландии в матче со сборной США. Она стала первой женщиной, участвовавшей в таких матчах за столетнюю историю их проведения. В июне 2003 года на Открытом чемпионате Англии по шашкам Брин стала вице-чемпионкой, уступив только Фреду Бакби; помимо неё, в число 24 участников турнира входили только две женщины. В том же году в рамках Международного шашечного фестиваля в Кукстауне (Северная Ирландия) состоялась очередная защита титула чемпионки мира: Брин встретилась в матче с новозеландкой Джен Мортимер и, выиграв три из первых четырёх партий, довела его до победы с общим счётом 5-1 при десяти ничьих.
В 2005 году Брин вторично участвовала в матче объединённой сборной Великобритании и Ирландии против соперников из США. Вскоре после этого она вновь защищала титул чемпионки мира в матче с Мортимер. К этому моменту Мортимер стала вице-чемпионкой мира по версии Go As You Please (GAYP), но матч с Брин, проходивший в Лимерике, игрался по версии 3-Move (с жеребьёвкой дебютов), и ирландская спортсменка снова оказалась сильнее, выиграв пять партий при одном поражении и девяти ничьих.
В 2007 году новой соперницей Брин в матче на звание чемпионки мира по версии 3-Move стала туркменская шашистка Амангуль Дурдыева, действующая чемпионка мира по версии GAYP. В этом матче, проходившем в ирландском городе Банкрана, сильнее сыграла 20-летняя Дурдыева, победившая в восьми партиях при двух поражениях и шести ничьих, и ставшая абсолютной чемпионкой мира, владея одновременно титулами по обеим версиям игры. Брин продолжает выступать и после этого поражения и в начале второго десятилетия XXI века дважды становилась призёром Открытого чемпионата Дании.

## Стиль игры
Патрисия Брин известна как сторонница всестороннего анализа каждого сделанного хода. Она свободно чувствует себя в сложных позициях и считается мастером игры в эндшпиле, где ей удавалось добиваться побед в позициях, казавшихся равными. Её соперница в двух матчах на звание чемпионки мира, Джен Мортимер, отмечала, что Брин играет очень медленно, что выводит из равновесия многих соперников, в том числе мужчин.